# بویوک سویودلو
بویوک سویودلو (به لاتین: Böyük Söyüdlü) یک منطقه مسکونی در جمهوری آذربایجان است که در شهرستان اغوز واقع شده‌است. بویوک سویودلو ۱۱۹۸ نفر جمعیت دارد.